# 1948 en rugby à XV
Chronologie du rugby à XV.
1947 en rugby à XV - 1948 en rugby à XV - 1949 en rugby à XV.
Les faits marquants de l'année 1948 en rugby à XV.

## Événements

### Mars
- L'équipe d'Irlande remporte le Tournoi des cinq nations en réalisant le Grand Chelem.

### Avril
- Le FC Lourdes remporte le Championnat de France en battant le RC Toulon en finale[1],[2].